# Capparis Island
Capparis Island ist eine unbewohnte Insel im australischen Bundesstaat Western Australia.
Die 84,2 Kilometer vom australischen Festland entfernt liegende Insel gehört zu den Montebello-Inseln, einer Inselgruppe im Indischen Ozean. 
Die Insel ist 100 Meter lang und 50 Meter breit. Die Nachbarinseln heißen Stylidium Island, Ipomoea Island und Euphorbia Island.